# Kanban
Kanban (iz japanskog かんばん (看板) „kartica“, „tablica“ ili „biljeg“) ili engleski „Just in Time Production“ metoda je upravljanja i nadzora proizvodnog procesa. Postupak se temelji isključivo na stvarnoj potrošnji materijala na mjestu potrošnje.
Kanban omogućuje smanjenje zaliha u proizvodnji i njihovo zadržavanje na što nižoj razini.
Just in Time Production razvijena je tijekom 1950-ih u Toyoti. Jedan od razloga za to je bila tadašnja nedovoljna produktivnost tvrtke u odnosu na američke konkurente. Ta poslovna filozofija je najzaslužnija za poslovni uzlet japanske industrije. 
Krajem 1970- Kanban se proširio u neke tvrtke u SAD i druge gospodarski razvijene zemlje. 
Materijali se isporučuju u fiksnim količinama u standardiziranim posudama ili kutijama.

## Vanjske poveznice
- Opis Kanbana kod Toyote (engl.)